# Carla Galle
Carla Galle (Aalst, 10 mei 1948 – Jette, 20 januari 2022) was een Belgische zwemster en ambtenaar. 

## Levensloop
Carla Galle was familie van minister Marc Galle. Ze nam onder meer deel aan de Olympische Zomerspelen 1968 en zwom verschillende Belgische records.

Ze behaalde na haar sportcarrière een diploma Politieke en Sociale Wetenschappen aan de UGent en werd partijsecretaris van de sp.a, waar zij de toenmalige voorzitter Karel Van Miert leerde kennen, die haar partner werd. In die functie organiseerde zij samen met hem de verjonging en vernieuwing van de partij. 

Van 1991 tot 2013 stond zij aan het hoofd van Bloso, de Vlaamse sportadministratie. In die functie organiseerde zij de jaarlijkse sportactiviteit De Gordel om het wandelen en fietsen rond Brussel te promoten. Tegelijkertijd werd de Vlaamse rand rond Brussel politiek op de kaart gezet.

## Agustaschandaal
In 1994 brak het Agustaschandaal uit en werd Galle aangeklaagd voor valsheid in geschrifte samen met andere leden uit de partijtop. Meerdere partijkopstukken van de sp.a hadden smeergeld gekregen van de helikopterbouwer Agusta. Volgens Karel Van Miert was zijn levensgezellin echter het slachtoffer geworden van een afrekening binnen de socialistische partij. Galle werd in 2002 (met uitstel) veroordeeld op grond van "valse verklaringen" van minister en gewezen partijvoorzitter Frank Vandenbroucke. In 2003 werd zij na een beroepsprocedure bij het Brussels hof van beroep wegens verjaring vrijgesproken. Mede door haar negatieve ervaringen bestempelde zij politiek als genadeloos en ondankbaar.

## Belgische records
In 25 meterbad:
- 100 m vrije slag 1'05"90 (9 april 1967 - Mechelen)
- 200 m vrije slag 2'21"20 (22 mei 1968 - Aalst)
- 800 m vrije slag 11'06"50 (7 augustus 1966 - Aalst)
- 200 m wisselslag 2'34"30 (18 april 1970 - Sint-Niklaas)
- 400 m wisselslag 5'29"90 (19 april 1970 - Sint-Niklaas)

## Belgische kampioenschappen
Langebaan
| Onderdeel        | Jaar                         |
| ---------------- | ---------------------------- |
| 100 m vrije slag | 1966                         |
| 200 m vrije slag | 1967, 1968, 1969             |
| 400 m vrije slag | 1966                         |
| 800 m vrije slag | 1966                         |
| 200 m wisselslag | 1966, 1967, 1968, 1969       |
| 400 m wisselslag | 1965, 1966, 1968, 1969, 1970 |